# Boonyachinda Stadium
Das Boonyachinda Stadium (Thai สนามบุณยะจินดา) ist ein Mehrzweckstadion im Bezirk Lak Si in der thailändischen Hauptstadt Bangkok. Das 1962 erbaute Stadion hat ein Fassungsvermögen von 3550 Zuschauern und ist das Heimstadion vom Zweitligisten Police Tero Football Club.
Eigentümer und Betreiber des Stadions ist die Royal Thai Police.

## Nutzer des Stadions
| Verein             | Zeitraum der Nutzung |
| ------------------ | -------------------- |
| Police Tero FC     | 2017 bis heute       |
| Police United      | 2008                 |
| Police United      | 2015                 |
| Raj-Vithi FC       | 2013                 |
| PTU Pathumthani FC | 2014                 |
| PTU Pathumthani FC | 2017                 |
| Look E-San FC      | 2012                 |